# David Byron
David Byron (eigentlich David Garrick; * 29. Januar 1947 in Epping, England; † 28. Februar 1985 in Reading) war ein britischer Rocksänger.

## Biografie
David Byron wurde bekannt als Sänger und Frontmann der Rockband Uriah Heep, die er 1970 zusammen mit Ken Hensley, Mick Box, Paul Newton und Alex Napier gründete. Sein klarer, melodischer Gesangsstil prägte die Band maßgeblich. 1975 veröffentlichte er sein erstes Solo-Album Take No Prisoners, das jedoch kommerziell wenig erfolgreich war. Spannungen zwischen Byron und Uriah Heeps musikalischem Kopf Hensley übertrugen sich auf die Stimmung in der Band. Byron übersteigerte sein Image als Frontmann der Band, bis er 1976 von den übrigen Bandmitgliedern entlassen wurde.
Er gründete daraufhin mit dem ehemaligen Humble-Pie-Gitarristen Clem Clempson und dem früheren Wings-Schlagzeuger Geoff Britton die Band Rough Diamond. Mit dieser Band verfolgte Byron die Richtung weg vom experimentellen Hard Rock Uriah Heeps hin zu geradlinigem Bluesrock. Rough Diamond veröffentlichte 1977 ein gleichnamiges Album und ging in Amerika auf Tournee. Im Anschluss trennte sie sich von Byron, nannte sich um in Champion und spielte mit einem neuen Sänger eine weitere Platte ein. Byron setzte seine Solokarriere fort. Das Album Baby Faced Killer war musikalisch kommerzieller ausgerichtet, brachte aber ebenfalls nur schlechte Verkaufszahlen.
Byron gründete danach mit dem Nachwuchs-Gitarristen Robin George ein neues Rock-Projekt, The Byron Band. Bei dem Debüt-Auftritt seiner Band im Londoner Marquee Club erlitt Byron einen Zusammenbruch. Es blieb für die Byron Band bei dem 1981 erschienenen Album On the Rocks und der 1980er Single Every Inch of the Way.
1985 starb er an den Folgen der immer stärker werdenden Alkoholsucht.

## Diskografie

### Mit Uriah Heep
- …very ’eavy …very ’umble (1970)
- Salisbury (1971)
- Look at Yourself (1971)
- Demons and Wizards (1972)
- The Magician’s Birthday (1972)
- Live January 1973 (1973)
- Sweet Freedom (1973)
- Wonderworld (1974)
- Return to Fantasy (1975)
- High and Mighty (1976)
- Live at Shepperton ’74 (1986)
- Live on the King Biscuit Flower Hour (1998)

### Solo
- Take No Prisoners (1975)
- Baby Faced Killer (1978)
- Man of Yesterday – The Anthology (2005)
- That Was Only Yesterday – The Last EP (2008)
- The Early Sessions 1968-1970 (2012)
- The Early Sessions 1968-1970 Volume 2 (2012)
- The Early Sessions 1968-1970 Volume 3 (2013)
- The Early Sessions 1968-1970 Volume 4 (2015)

### Mit Rough Diamond
- Rough Diamond (1977)

### Mit The Byron Band
- On the Rocks (1981)
- Lost & Found (2-CD 2003)
- One Minute More (2008)